# Zoroastre Alexis Michal
Pour les articles homonymes, voir Michal.
Zoroastre Alexis Michal, né le 4 mars 1801 à Voiron et mort le 22 mars 1875  à Paris, est un ingénieur des ponts et chaussées français.
Inspecteur général des ponts et chaussées, il a été nommé directeur du service municipal des travaux de Paris par le baron Haussmann en 1855 et a eu comme adjoints Eugène Belgrand et Adolphe Alphand, puis inspecteur général du service municipal de Paris en 1866.

## Biographie
Il est le fils d'Alexis Michal (1767-1848), notaire public et administrateur de la commune de Voiron, et de Thérèse Roux (1779-1809).

### Formation
Il est entré à l'École polytechnique en 1819,. Il entre dans le corps des ponts et chaussées en 1821.

### Ingénieur des ponts et chaussées dans les départements
En 1824, à la sortie de l'école d'application, il est chargé de l'arrondissement de Saint-Étienne, dans le département de la Loire où il a étudié le prolongement du canal de Givors jusqu'à Saint-Étienne et diverses sections de routes.
Il s'est marié le 27 novembre 1829 avec Camille Pauline Bourgoin dont il a eu quatre enfants dont plusieurs sont morts jeunes.
Après avoir passé quelques mois dans le département du Loiret, il est nommé dans l'arrondissement de Fontainebleau, dans le département de Seine-et-Marne, en février 1831. Il y a conçu le premier avant-projet de routes départementales.

### Ingénieur des ponts et chaussées à Paris
En septembre 1833, il est appelé à Paris qu'il n'a plus quitté. Il y avait eu une épidémie de choléra à Paris l'année précédente et le conseil municipal est alors préoccupé par l'insalubrité de certains quartiers de la ville et crée deux services :
- le service du pavé, confié à l'ingénieur en chef des ponts et chaussées Partiot,
- le service des eaux et égouts, confié à l'ingénieur Emmery, qui a pour collaborateur les ingénieurs Mary, Michal et Lefort. Ils réalisent alors plus de 60 km d'égouts de petite section qui ont été remplacés plus tard par des égouts de grande section.

#### Service de la navigation de la Seine et des ponts à Paris
Le 1er juin 1839, il est nommé ingénieur en chef des ponts et chaussées attaché au service de navigation de la Seine. Il va travailler avec l'ingénieur Poirée qui avait inventé les barrages mobiles à aiguilles pour étudier la possibilité d'appliquer ce système de barrage pour améliorer la navigation entre Paris et Rouen. Ce projet n'a pas été approuvé par le conseil général des ponts et chaussées. Le 1er décembre 1847, il remplace Poirée comme chef du service de la navigation et des ponts de la Seine comme ingénieur en chef directeur.
Dans un rapport du 20 janvier 1851, Alexis Michal, alors directeur du service de la navigation et des ponts à Paris, demande d'établir une bonne statistique des carrières qui fournissent ou pourraient fournir des matériaux de construction au département de la Seine et une classification rationnelle de ces matériaux. L'ingénieur Paul Michelot présente un mémoire sur le sujet,.
Chargé aussi de la navigation de la Seine et des ponts dans Paris, il a participé à la construction du barrage et de l'écluse de la Monnaie, des quais et des bas ports, de la transformation des ponts anciens et de la construction des nouveaux sur la Seine :
- le Petit-Pont, en 1853,
- le pont Notre-Dame, en 1853,
- le pont d'Austerlitz, en 1855,
- le pont d'Arcole, en 1854,
- le pont des Invalides, en 1855
- le pont de l'Alma, en 1855-1856.

#### Directeur du service municipal des travaux à Paris
Le 30 août 1855, il est nommé inspecteur général de seconde classe. À la fin de l'année 1855, le baron Haussmann a demandé au ministre des travaux publics de mettre Alexis Michal à sa disposition et de le placer à la tête du service municipal qu'il va réorganiser en lui donnant une plus grande extension. Il a dirigé ce service pendant 15 ans, avec de nombreux collaborateurs, comme Belgrand, Alphand, ... Pendant cette période, la ville de Paris est considérablement modifiée, avec la réalisation de nombreuses voies nouvelles, l'établissement d'un nouveau système d'assainissement avec 600 km d'égouts et l'amélioration de l'approvisionnement en eau de la ville, avec la dérivation de la Dhuis, de la Vanne et la construction de réservoirs permettant de contenir 180 000 m3 d'eau. L'alimentation en eau de la ville est portée journellement de 80 000 m3, en 1855, à 230 000 m3. Le service municipal a aussi transformé plusieurs parcs et en a réalisé de nouveaux.
En 1860, la ville de Paris a annexé sa banlieue. Il a alors eu sous sa direction 5 ingénieurs en chef et 20 ingénieurs ordinaires des ponts et chaussées. Pour certains projets, il n'a pas hésité à reprendre ses études d'ingénieur, comme sur l'étude de l'abaissement du niveau du canal Saint-Martin, ou le forage des puits artésiens de , de la place Hébert et de la Butte-aux-Cailles.
Le 3 mars 1866, il est nommé inspecteur général de 1re classe. Belgrand est nommé inspecteur général de 2e classe en février 1867. Alexis Michal est resté chef de son ancienne direction avec le titre d'inspecteur général du service municipal.
Zoroastre Alexis Michal est mis à la retraite en 1871. Il est élu maire du Plessis-Bouchard en 1871 et le reste jusqu'à sa mort.

## Publications
- Notice sur les courbes en anse de panier employées dans la construction des ponts, dans Annales des ponts et chaussées. Mémoires et documents relatifs à l'art des constructions et au service de l'ingénieur, 1831, 2e semestre, p. 49-61 et planche X (lire en ligne)
- avec M. Mary, Extrait d'un rapport sur le procédé suivi par M. Joubert , pour la pose en rivière des tuyaux de prise d'eau de la distribution d'eau de Charenton, dans Annales des ponts et chaussées. Mémoires et documents relatifs à l'art des constructions et au service de l'ingénieur, 1835, 2e semestre, p. 274-276 et planche CII (lire en ligne)
- Notes sur quelques propriétés des polygones funiculaires, en équilibre sous l’action de poids uniformément repartis sur une ligne horizontale. Application à la construction et au calcul des éléments du polygone qu’affecte la chaîne d’un pont suspendu, dans Annales des ponts et chaussées, 1839, 1er semestre, p. 38–54 et planche CLIV (lire en ligne)
- Notes sur les polygones funiculaires en équilibre sous l'action du poids de leurs côtés et de charges additionnelles quelconques, dans Annales des ponts et chaussées, 1841, 1er semestre, p. 310–328 (lire en ligne)
- avec Georges-Eugène Haussmann, Eugène Belgrand, Davide Porteau, Mémoire présenté par le sénateur préfet de la Seine au conseil municipal de Paris au sujet d'un projet de traité entre la ville et la Compagnie générale des eaux, Typographie Charles de Mourgues Frères, Paris, 1860 ; 19 p.
- Méthode d'interpolation au moyen de courbes du genre parabolique, dans Annales des ponts et chaussées, 1865, 2e semestre, p. 59–80 (lire en ligne)
- Note relative au calcul des débits des puits artésiens observes a différentes hauteurs et a l'influence des diamètres des colonnes ascensionnelles sur ces débits, dans Annales des ponts et chaussées, 1866, 1er semestre, p. 211–242 (lire en ligne)
- deuxième note sur le jaugeage des eaux courantes au moyen des déversoirs, dans Annales des ponts et chaussées, 1871, 2e semestre, p. 23-34 (lire en ligne)

## Distinctions
- Commandeur de la Légion d'honneur en 1865 ; officier en 1852, chevalier en 1838[5].

## Reconnaissance
La rue Michal de Paris porte son nom.